# Козіруґ-Лесьни
Козіруґ-Лесьни (пол. Koziróg Leśny, нім. Ziegenhorn) — село в Польщі, у гміні Тлухово Ліпновського повіту Куявсько-Поморського воєводства.
Населення — 182 особи (2011).
У 1975-1998 роках село належало до Влоцлавського воєводства.

## Демографія
Демографічна структура станом на 31 березня 2011 року:
|          | Загалом | Допрацездатний вік | Працездатний вік | Постпрацездатний вік |
| -------- | ------- | ------------------ | ---------------- | -------------------- |
| Чоловіки | 90      | 18                 | 61               | 11                   |
| Жінки    | 92      | 21                 | 46               | 25                   |
| Разом    | 182     | 39                 | 107              | 36                   |